# Simon Browne
Simon Browne, född 1680 och död 1732, var en präst och psalmförfattare i London.

## Psalmer
- Kom, Helge Ande, duva ren, nr 62 i Svensk söndagsskolsångbok 1908 under rubriken Pingst och nr 161 i Svenska Missionsförbundets sångbok 1920, översatt av Erik Nyström. Finns på Wikisource.